# بلاتنیتسه (منطقه تربیچ)
بلاتنیتسه (به چکی: Blatnice) یک منطقهٔ مسکونی در جمهوری چک است که در منطقه تربیچ واقع شده‌است. بلاتنیتسه ۹٫۳۸ کیلومتر مربع مساحت و ۳۶۵ نفر جمعیت دارد و ۴۲۷ متر بالاتر از سطح دریا واقع شده‌است.